# Santa Isabel (kommunhuvudort)
Santa Isabel är en kommunhuvudort i Argentina.   Den ligger i provinsen La Pampa, i den centrala delen av landet, 800 km väster om huvudstaden Buenos Aires. Santa Isabel ligger 315 meter över havet och antalet invånare är 2 493.
Terrängen runt Santa Isabel är mycket platt. Trakten runt Santa Isabel är nära nog obefolkad, med mindre än två invånare per kvadratkilometer..
Omgivningarna runt Santa Isabel är i huvudsak ett öppet busklandskap.